# Lama (género)
Lama es un género de mamíferos artiodáctilos de la familia Camelidae que incluye dos especies propias de América del Sur: una silvestre, el guanaco, y una doméstica, la llama. Está cercanamente emparentado con el género Vicugna, igualmente representado por una especie silvestre (vicuña) y una doméstica (alpaca).
Una característica de estos camélidos es la ausencia de dimorfismo sexual. Esto significa que no es muy fácil distinguir a los machos de las hembras, sin examinar sus aparatos reproductores de cerca.

## Especies
Según algunos autores el género está constituido por una especie y tres subespecies:
- Lama glama - llama
  - Lama glama cacsilensis - guanaco peruano o del norte.
  - Lama glama guanicoe - guanaco austral o del sur.

Otros autores consideran dos especies distintas:
- Lama glama (L., 1758) - llama

- Lama guanicoe (Müller, 1776) - guanaco
  - Lama guanicoe cacsilensis Müller, 1776 - guanaco peruano o del norte.
  - Lama guanicoe guanicoe Lönnberg, 1913 - guanaco austral o del sur.

## La importancia de la llama
El padre Bernabé Cobo, en su Historia del Nuevo Mundo, decía:

«Crio Dios a las llamas de estas zonas frías para el bien de los moradores, que sin este ganado pasaran la vida con gran dificultad, por ser tierras muy estériles, a donde no hay algodón de que vestirse, como en las tierras calientes, y haberlo de comprar de afuera para tanta gente, fuera imposible, ni hacen árboles frutales y legumbres sino muy pocas, por lo cual el dador de todos los bienes Dios Nuestro Senyor, recompensó la esterilidad de las Punas y páramos inhabitables de dichas sierras, con criar en ellas tanta cantidad de este ganado manso, que no tenía cuenta ni suma lo mucho que por todas partes había antiguamente, el cual era toda riqueza de todos los indios serranos, porque se vestían de su lana y de sus pieles hacían calzado, de manera que no traían sobre sus cuerpos más que lo que sacaban de las llamas, sustentándose de su carne y servíanle de juementos para llevar y traer sus cargas en los tajines y acarreos. Con la carne y ropa que dellos hacían, compraban y rescataban lo que les faltaba de los valles y tierras calientes como el ají, pescado, maíz, coca y fruta y lo demás que habían menester. Porque en tales tierras yungas carecían sus moradores de carne por no nacer en ellas este ganado, ni otro manso con que suplir esta falta hasta que se trajeron los ganados de España de que en todas partes hay ahora en grande abundancia.»